# Wilhelm Witteler
Wilhelm Witteler (ur. 20 kwietnia 1909 w Essen, zm. 13 maja 1993 tamże) – lekarz SS, który pełnił służbę w obozie koncentracyjnym Dachau. Posiadał stopień SS-Sturmbannführera.
Członek NSDAP (nr. 2137040) i SS (nr. 310314). W 1938 wstąpił również do Waffen-SS. W latach 1939–1940 pełnił służbę w obozie koncentracyjnym Sachsenhausen. Następnie od 1940 do 1943 Witteler był lekarzem w 3 Dywizji Pancernej SS-Totenkopf, która walczyła wówczas na froncie wschodnim. W 1943 przeniesiono go do obozu w Dachau, gdzie odpowiadał za medyczną opiekę nad więźniami. 20 sierpnia 1944 powrócił do służby frontowej.
Po zakończeniu wojny Witteler został schwytany przez aliantów, a następnie postawiony w stan oskarżenia przed amerykańskim Trybunałem Wojskowym wraz z innymi członkami Dachau. Został uznany za winnego współudziału w zbrodniach (między innymi w pseudoeksperymentach medycznych) dokonywanych w obozie i skazany na karę śmierci przez powieszenie. Jednak podczas postępowania rewizyjnego na jego korzyść złożone zostały zeznania kilku prominentnych więźniów Dachau, w tym Martina Niemöllera. Wyrok śmierci zamieniono więc na karę 20 lat pozbawienia wolności. Witteler opuścił więzienie dla zbrodniarzy wojennych w Landsbergu 13 marca 1954.